# Monontos niphonicus
Monontos niphonicus là một loài tò vò trong họ Ichneumonidae.